# 粒细胞-巨噬细胞集落刺激因子
粒细胞-巨噬细胞集落刺激因子（granulocyte-macrophage colony-stimulating factor，GM-CSF），又名集落刺激因子2（colony-stimulating factor 2，CSF2），是由巨噬细胞、T细胞、肥大细胞、自然杀伤细胞、內皮细胞和成纤维细胞分泌的一种单体醣蛋白细胞因子。沙格司亭和莫拉司亭是天然存在的GM-CSF的藥品类似物。
与促进中性粒细胞增殖和成熟的粒细胞集落刺激因子不同，粒细胞-巨噬细胞集落刺激因子影响的细胞种类更多，尤其是巨噬细胞和嗜酸性粒細胞。

## 功能
GM-CSF是一種23 kDa的單鏈糖蛋白，通過與骨髓細胞表面的異質二聚體受體結合從而激活多個信號轉導通路來行使關鍵功能。不但可以調節粒-单系造血祖細胞的增殖分化，並且可促進如樹突狀細胞及巨噬細胞等抗原呈遞細胞的增殖與分化，有效誘導多種具有抑瘤效應的免疫細胞增殖，從而發揮抗腫瘤免疫反應。
GM-CSF基因治療在肺癌、腎細胞癌、膀胱癌、黑色素瘤及惡性血液病中具有顯著的抗腫瘤和免疫調節作用。雖然GM-CSF可以有效提高患者體內抗原呈递细胞的活性與增殖水平，但是激活機體自身抗腫瘤免疫反應仍需要體內大量腫瘤抗原釋放才能被抗原呈递细胞識別並結合，從而呈遞給T細胞。

## 外部链接

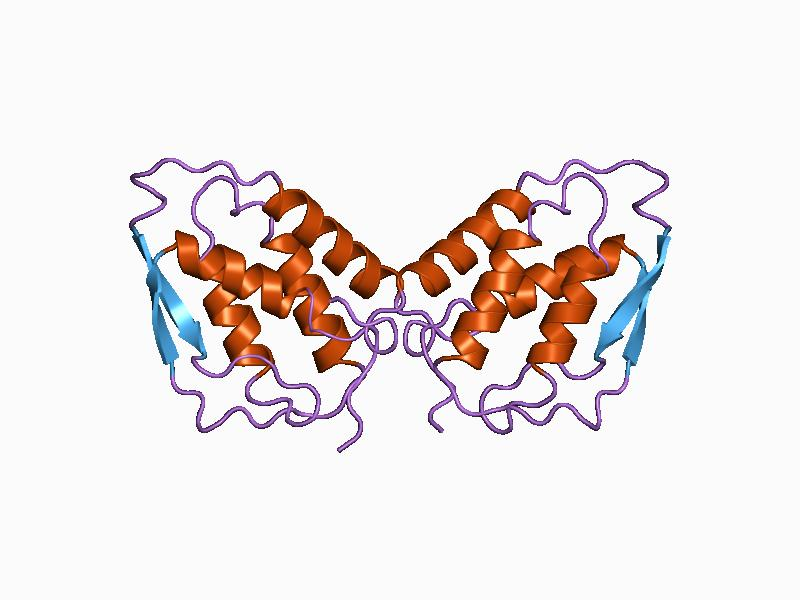
1csg: 重组人粒细胞巨噬细胞集落刺激因子三维结构
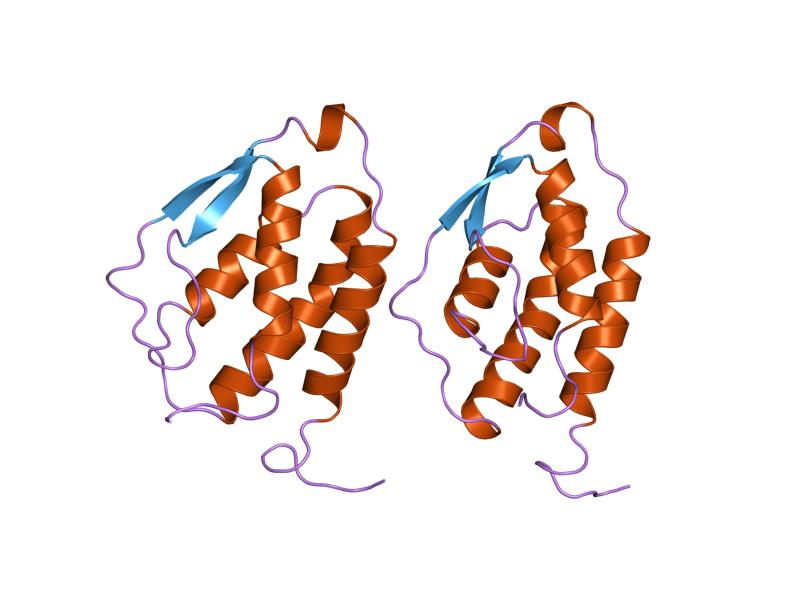
2gmf: 人粒细胞巨噬细胞集落刺激因子